# Richard Bennett Hatfield
Richard Bennett Hatfield, PC, ONB (* 9. April 1931 in Woodstock, New Brunswick; † 26. April 1991) war ein kanadischer Politiker und von 1970 bis 1987 Premierminister von New Brunswick.
Hatfield wurde 1961 in die Legislativversammlung von New Brunswick gewählt. Dort war er ab 1969 Vorsitzender der oppositionellen Progressive Conservative Party of New Brunswick, die er in der Wahl 1970 zum Sieg führte. Hatfield wurde über die Grenzen von New Brunswick hinaus durch sein Engagement in den Verhandlungen zur Reform der kanadischen Verfassung, die in dem Kanada-Gesetz von 1982 ihren Abschluss fanden bekannt. Zudem war er an der Ausarbeitung der Kanadische Charta der Rechte und Freiheiten beteiligt und setzte sich für die Gleichberechtigung der Akadier ein.
Weniger erfolgreich war er dagegen mit seiner Wirtschaftspolitik. In der Hoffnung, ein Zentrum der Autoindustrie in New Brunswick etablieren zu können, setzte sich Hatfield für die Finanzierung des Bricklin SV-1 ein, der sich jedoch nie durchsetzte.
Die letzten Jahre seiner Amtszeit waren von einem Drogenskandal geprägt. Im Oktober 1984 wurde er wegen Drogenbesitzes angeklagt, wenig später jedoch freigesprochen.
Hatfield war nie verheiratet und verbrachte viel Zeit in New York und Europa.
Nach einer katastrophalen Wahlniederlage seiner Partei trat er 1987 als Premierminister von New Brunswick und Parteivorsitzender zurück. 1990 wurde er vom Generalgouverneur von Kanada in den Senat von Kanada berufen. Kurze Zeit später wurde jedoch ein inoperabler Gehirntumor bei Hatfield diagnostiziert an dessen Folgen er 1991 verstarb. Sein Grab befindet sich auf dem Greenwood Cemetery in Hartland.